# Otto van Hammerstein
Otto van Hammerstein (ca. 975 – 5 juni 1036) was graaf van de Duitse gebieden Wetterau en Engersgouw. Hij wordt ook wel Otto I van Zutphen genoemd omdat hij de eerste graaf van Zutphen zou zijn geweest. Dat is niet juist: Otto is zeer waarschijnlijk wel eigenaar-bewoner van de burcht Zutphen geweest, maar heeft in die omgeving zeker niet de grafelijkheid uitgeoefend.
Otto van Hammerstein stamde uit het adellijke Duitse geslacht van de Konradijnen. Hij was een zoon van graaf Herbert van de Wetterau en Irmentrude, dochter van Megingoz (leen)graaf van het woudgraafschap Osning en diens echtgenote Gerberga, een achternicht van koning/keizer Otto I (936-973, keizer 962). Otto van Hammerstein volgde in 1002 Otto I van Karinthië naar Italië. In 1016 volgde hij zijn broer op als graaf van de Wetterau en (1019) Engersgau, Neder-Lahngau, Gleiberg en Hammerstein. Otto van Hammerstein huwde met Ermgard (ook wel aangeduid als Ermengarde, Irmgard of Irmingard) van Verdun (ca. 980 - 1042), dochter van Godfried van Verdun bijgenaamd de Gevangene, en was de vader van:
- Mathilde, die huwde met de Ezzoon Liudolf van Brauweiler (overleden 11 april 1031); dit paar werden de ouders van Adelheid van Zutphen, die in het huwelijk trad met de stamvader van het Zutphense gravenhuis Godschalk (gesneuveld bij Bremen in 1063)
- Udo, die in 1034 ongehuwd overleed.

De kinderloze keizer Hendrik II (1002-1024) heeft de naar toenmalige (kerkelijke) maatstaven te nauwe verwantschap van het echtpaar aangegrepen om de eerste verwant in de lijn van troonopvolging, de Ezzoon Liudolf, te blokkeren. Hoe dat in elkaar stak, komt hieronder gedetailleerder aan de orde. Het heeft ertoe geleid dat Zutphen een tijdlang een van de meest spraakmakende personen uit de tijd van Hendrik II heeft geherbergd.

## Otto I van Zutphen en Otto van Hammerstein: dezelfde persoon
Otto (met ranggetal I) wordt vaak als oudstbekende graaf van Zutphen genoemd. Dat berust op de kroniek van het klooster Brauweiler, iets ten westen van Keulen. Deze kroniek is kort na 1063 geschreven en behelst eigenlijk vooral een familiegeschiedenis van het adellijke geslacht der Ezzonen. Die naam dankt die familie aan zijn bekendste telg, de Lotharingse paltsgraaf Erenfried alias Ezzo (c. 954-1034), die het omstreeks 995 voor elkaar kreeg om met de zuster van keizer Otto III, Mathilde, te kunnen huwen.
Volgens de kroniek kregen Ezzo en Mathilde drie zoons en zeven dochters. De oudste zoon, Liudolf, heet er gehuwd te zijn met ene Mathilde, dochter van Otto graaf van Zutphen. Vandaar dat die Otto (met ranggetal I) vaak als oudstbekende graaf van Zutphen wordt genoemd. Die zou dan ruwweg rond het jaar 1000 geleefd moeten hebben, maar is verder volstrekt onbekend. Dat is nogal raadselachtig, gezien de prominentie van Liudolf als lid van de Ezzonen. Bovendien: Zutphen lag in het graafschap Hamaland, waar rond het jaar 1000 nog een eigen gravenhuis actief was, onder leiding van de beruchte Adela van Hamaland. Een graafschap Zutphen was dus in die tijd gewoon ondenkbaar.
Onlangs is overtuigend aangetoond (zie literatuuropgave) dat Otto I van Zutphen dezelfde persoon was als Otto van Hammerstein, genoemd naar zijn burcht Hammerstein op de rechteroever van de Rijn, iets stroomafwaarts van Andernach. Deze Otto stamde uit het geslacht der Konradijnen waaruit de eerste niet-Karolingische koning van het Oostfrankische Rijk had gestamd, Koenraad I (911-918), en dat daarna bij vlagen of in dynastieke opvolging hertogen van Franken, Karinthië en Zwaben had geleverd. Otto was zijn oudere broer Gevehard opgevolgd als graaf van de Wetterau toen Gevehard begin oktober 1016 kinderloos overleed. Beiden waren zoons van graaf Herbert van de Wetterau en diens echtgenote Irmintrud, dochter van de graaf Megingoz die samen met zijn vrouw Gerberga het klooster Vilich (in het huidige Bonn) had gesticht. Otto van Hammerstein is dus zeker graaf geweest, maar beslist niet van Zutphen en ook niet van Hammerstein. Hammerstein en Zutphen waren beide residentiële burchten waarnaar Otto, ter onderscheiding van naamgenoten, werd genoemd.

## Strijd om de opvolging van keizer Hendrik II
Otto's volle neef hertog Herman II van Zwaben (997-1003) had in 1002 met zijn rivaal, hertog Hendrik IV van Beieren, gestreden om de opvolging van de ongehuwd overleden keizer Otto III maar had toen het onderspit gedolven. Hendrik beklom de Beierse troon als koning Hendrik II. Doorslaggevend is daarbij geweest dat Hendrik IV van Beieren, afgezien van een kleinzoon van koning/keizer Otto I die zichzelf echter te oud vond om de troon te beklimmen, de naaste volwassen verwant van de Ottonendynastie was en op die grondslag de meeste aanspraak op de opvolging had.
Koning Hendrik II kondigde echter al in 1007 aan dat hij in het zicht van zijn blijvende kinderloosheid de kerk tot zijn erfgenaam wilde maken. Hij deed dat door het aartsbisdom Bamberg te stichten en rijkelijk te doteren. Diezelfde kinderloosheid betekende natuurlijk dat na de dood van Hendrik II geen erfopvolger ter beschikking stond. Evenals in 1002 zou dus bij het overlijden van Hendrik II de dan naaste Ottonenverwant de hoogste ogen gooien voor de opvolging. Dat was de Ezzoon Liudolf, via zijn moeder immers kleinzoon van Otto II. Dat was in 1002 niet anders geweest, maar toen was Liudolf nog geen tien jaar oud en daarom geen kandidaat. Maar naarmate Hendrik II het langer uitzong, werd ook Liudolf ouder en verviel dus zijn leeftijdsgebrek als bezwaar voor de opvolging.
Hendrik II had een onoverkomelijk bezwaar tegen Liudolf als zijn opvolger. Diens grootvader keizer Otto II had namelijk Hendriks vader, hertog Hendrik II "de Ruziezoeker" van Beieren, gedurende tien jaar in gevangenschap gehouden vanwege verdachte politieke verbindingen met de hertogen van Polen en Beieren. "De Ruziezoeker" was zelf een zoon van Hendrik I die in 938-939 tegen zijn broer keizer Otto I in rebellie was gekomen met het doel om zelf op de troon te klimmen. En ook "de Ruziezoeker" zelf was niet vrij van zulke aspiraties, want toen Otto II in 983 overleed met nalating van de driejarige Otto III had ook hij een gooi gedaan naar het koningschap, maar faalde uiteindelijk in 985. De jeugd van koning Hendrik II was dus overschaduwd geweest door de gevangenschap van zijn vader en vervolgens de mislukking van diens troonpretentie. De opvolgingsaanspraak van deze 'Hendrik'-zijlinie van het Ottonenhuis kwam pas in 1002 tot gelding met Hendrik II, maar uitgerekend die bleef kinderloos. Hendrik II heeft waarschijnlijk de gedachte niet kunnen verdragen dat Liudolf, de kleinzoon van de man die zijn vader langdurig had opgesloten, na zijn eigen overlijden de troon zou beklimmen. Om dat te verhinderen bedacht Hendrik II een list.

## Huwelijksontbinding en excommunicatie van Otto en Ermgard
Otto van Hammerstein was gehuwd met Ermgard van Verdun, dochter van Godfried "de Gevangene" uit het gravenhuis Verdun en diens tweede echtgenote Mathildis van Saksen, genaamd "Billung". Ermgard was zo de zuster van twee opvolgende hertogen van Neder-Lotharingen uit hetzelfde huis, Godfried II 'de Vredestichter' (1012-1023) en Gozelo I (1023-1044). Otto en Ermgard hadden echter één en hetzelfde echtpaar tot gezamenlijke voorouders, namelijk Oda van Saksen († na 951), de zuster van koning Hendrik de Vogelaar, en haar tweede echtgenoot graaf Gerard van de Metzgau († 910). Otto van Hammerstein was via zijn moeder een achterachterkleinzoon van dat echtpaar; Ermgard via haar vader een achterkleindochter. De genealogische afstand bedroeg dus zeven "procreatiestappen" (stappen van ouder op kind). Dat nu was volgens het kerkelijk huwelijksrecht al eeuwen een verboden verwantschapsgraad, gekwalificeerd als incest. Huwelijken die desondanks waren gesloten dienden daarom nietig verklaard te worden. Kinderen die uit zo'n verboden verwantschap al waren geboren, kwamen daarmee gelijk te staan aan buitenechtelijk verwekte kinderen, aan welke het odium van infamia ("oneerbaarheid") kleefde.
Daar zag Hendrik II, die in zijn jeugd in Regensburg een gedegen kerkelijke opleiding had genoten, zijn kans. Want uit het huwelijk van Otto van Hammerstein en Ermgard van Verdun waren inderdaad kinderen voortgekomen, een zoon Udo én de dochter Mathilde die inmiddels met de Ezzoon Liudolf was gehuwd. Zou men dus het huwelijk van Otto en Ermgard nietig verklaren, dan zou Mathilde afzakken tot de status van "oneerbaarheid", wat haar diskwalificeerde om ooit nog koningin te kunnen worden. Maar aangezien zij intussen wettig gehuwd was met Liudolf en aan dát huwelijk geen smetten kleefden die een ontbinding rechtvaardigden, strekte die diskwalificatie zich ook uit tot Liudolf.
Zo gebeurde het dat vanaf 1017 het huwelijk van Otto van Hammerstein en Ermgard van Verdun door de aartsbisschoppen Erkanbald (1011-1021) en Aribo (1021-1031) van Mainz, stellig op aandrang van de keizer zelf, onder vuur werd genomen met het oogmerk om de ontbinding ervan te forceren. Op de Rijksdag van Nijmegen in maart 1018 werd het echtpaar geëxcommuniceerd omdat het eerdere dagvaardingen had genegeerd. Vervolgens verscheen Otto van Hammerstein in juni 1018 op de Rijksdag te Bürgel, waar hij om dispensatie van de verboden graad van verwantschap verzocht. Toen die hem werd geweigerd, beloofde hij de ontbinding van zijn huwelijk. Dat was een rookgordijn, want het paar bleef gewoon bij elkaar. Erkanbald van Mainz zal wel getracht hebben om Otto tot nakoming van zijn belofte te pressen, wat Otto beantwoordde met aanhoudende overvallen op de bezittingen van het aartsbisdom en in 1020 zelfs op Erkanbald zelf, die ternauwernood wist te ontkomen. Hoe begrijpelijk Otto's actie ook mag zijn, handig was het niet want nu had Hendrik II een voorwendsel om hardhandig in te grijpen: in september sloeg hij het beleg voor de burcht Hammerstein, die zo onneembaar was dat alleen uithongering tot overgave kon leiden. Op Tweede Kerstdag was het zover: Otto, Ermgard en de hunnen gaven zich over, de burcht werd verwoest en Otto's goederen werden geconfisqueerd.
Het volgende bericht dat we over de kwestie hebben, dateert van 1023, toen Otto en Ermgard op de synode van het aartsbisdom Mainz in aanwezigheid van Hendrik II verschenen. Otto ontbond daar zijn huwelijk in ruil voor bezitsteruggave. Ermgard daarentegen liet weten dat zij in appel zou gaan bij de paus. Aartsbisschop Aribo riep toen ijlings een volgende synode bijeen waarbij appel op de paus zonder toestemming van de competente (aarts)bisschop verboden werd. Dat was bedoeld om Ermgard de pas af snijden, maar het speelde haar uiteindelijk in de kaart: behalve haar eigen zaak kon zij in Rome nu ook laten zien dat Aribo geheel eigenmachtig de bevoegdheden van de paus meende te kunnen inkorten. Dat hielp onmiddellijk: Aribo werd per ommegaande door de paus geschorst.
Wat Ermgard in haar eigen zaak heeft klaargekregen in Rome, weten we niet, wél dat in 1024 eerst de paus en toen de keizer kwamen te overlijden. Dat laatste sterfgeval maakte de opvolgingskwestie acuut. Wat Hendrik II sinds 1017 had beoogd, lukte zowaar: op de Rijksvergadering te Kamba, waar over de opvolging moest worden beslist, was de kandidatuur van Liudolf niet aan de orde en waren nog slechts twee kandidaten over, de winnaar die als Koenraad II de troon zou beklimmen en diens volle neef, eveneens Koenraad geheten. Uit het verslag dat Wipo van die vergadering heeft gegeven, weten we dat die neef tot het allerlaatst geprobeerd heeft om de steun te krijgen van de "Lotharingers", die zich enigszins afzijdig hielden, maar daarin niet slaagde. Toen er gestemd moest worden, was Aribo als eerste aan de beurt en sprak zich uit voor Koenraad II. Dat deed vervolgens ook diens neef en rivaal Koenraad, waarmee de zaak dus was beklonken.
Dat de "Lotharingers" zich afzijdig hielden, krijgt zijn volle betekenis in het licht van de Lotharingse samenzwering van hertog Gozelo I van Nederlotharingen, waarbij de deelnemers bezwoeren om Koenraad II niet te erkennen. Gozelo was immers een broer van Ermgard van Verdun en daarmee een aangetrouwde oom van Liudolf. Hij en zijn medestanders hebben kennelijk op de vergadering van Kamba alsnog getracht Liudolfs kandidatuur te stellen die door de kwestie-Hammerstein in het ongerede was geraakt. Toen dat niet lukte, volgde de samenzwering tegen Koenraad II om hun verlangen op die manier door te drijven. Het baatte niet: de samenzwering viel alras uiteen en Gozelo zelf verzoende zich met Kerstmis 1025 ten slotte met het koningschap van Koenraad II, ten koste overigens van enkele pijnlijke concessies.
Toen aartsbisschop Aribo in 1027 opnieuw trachtte om de Hammersteinse kwestie te agenderen, verhinderde Koenraad II dat: de zaak had immers zijn doel gediend, hij was intussen koning, de kerkrechtelijke finesses konden nu dus wel blijven rusten. In maatschappelijk opzicht zijn Otto van Hammerstein en Ermgard van Verdun nadien weer gerehabiliteerd, maar of hun huwelijk ook van kerkelijke zijde als wettig is erkend, is uit de bronnen niet op te maken.

## De burcht van Zutphen als onderduikadres
Ondertussen moet het gekwelde echtpaar vanaf Kerstmis 1020 wel ergens verblijf hebben gehouden. Zij zijn hoogstwaarschijnlijk in Zutphen neergestreken. Daar beschikte Ermgard namelijk over een burcht (oppidum), die zij in haar bruidsschat had meegekregen. Haar vader, Godfried "de Gevangene" uit het gravenhuis Verdun, had die burcht verworven door zijn eerste huwelijk met vrouwe Averarda (Everharda), erfdochter van de graaf Everhard uit het Hamalandse gravenhuis die in juli 944, toen koning Otto I dat huis begenadigde, de graafschappen Salland, Drenthe en Noord-Groningen had overgenomen - zijn halfbroer Wichman kreeg Hamaland, de Veluwe en het Gooi toebedeeld. De familie beschikte over twee burchten, één te Zutphen en de andere op de Elterberg. Die zijn kennelijk volgens hetzelfde noord-zuid-schema toegedeeld: Wichman kreeg Elten, Everhard Zutphen. Via Averarda belandde Zutphen bij het Verdunse huis en zo bij Ermgard en haar man Otto van Hammerstein.
Kerstmis 1020 waren de goederen van Otto dan wel geconfisqueerd, maar in zulke gevallen bleef het erfgoed van de echtgenote onaangetast, zodat het echtpaar nog steeds over Zutphen kon beschikken. Die plaats had belangrijke voordelen: hij was gelegen in het bisdom Utrecht en daarmee buiten bereik van de aartsbisschoppen van Mainz waarmee Otto het aan de stok had – Utrecht was immers een suffragaanbisdom van Keulen. Aartsbisschop Heribert van Keulen (999-1021) was bovendien een volle neef van Otto van Hammerstein en had zelf enkele zure appelen te schillen met de aartsbisschop van Mainz. Bovendien diende de tweede echtgenoot van Adela van Hamaland, Balderik, sinds medio 1018 als leengraaf in Hamaland van het huis Verdun en Balderik genoot de protectie van dezelfde aartsbisschop Heribert. Zutphen was dus een uitermate geschikte uitwijkplaats voor het beknelde echtpaar.

## Van burcht Zutphen tot graafschap Zutphen
Otto van Hammerstein was echter beslist niet graaf van Zutphen. Hij was graaf in de graafschappen van zijn Konradijnse familie, was dat althans geweest, want gelijktijdig met zijn bezitsconfiscatie, Kerstmis 1020, is ontzetting uit zijn grafelijke ambten meer dan aannemelijk. De aanduiding "Otto graaf van Zutphen" in de Brauweiler kroniek moeten we dus stellig zo lezen dat Otto graaf was (geweest, en misschien later ook weer is geworden) en naar zijn residentie "van Zutphen" werd genoemd. Het werd in de loop van de 11e eeuw gebruikelijk om personen aan te duiden met de plaatsnaam van hun woonstede, zodat we de aanduiding het beste kunnen lezen als "Otto van Zutphen, graaf".
Van Otto van Hammerstein († 1036) en Ermgard van Verdun († 1042) is die burcht Zutphen uiteindelijk vererfd naar hun dochter Mathilde en haar echtgenoot Liudolf († 1031), aangezien hun zoon Udo in 1034 ongehuwd en dus zonder wettige erfgenamen is overleden. Liudolf en Mathilde hadden twee zoons, Hendrik die jong (vermoedelijk voor/in 1033) overleed en Koenraad († 1055) van wie evenmin nakroost bekend is, en een dochter Adelheid, die de echtgenote werd van Godschalk van Zutphen. Aangezien Adelheid nog in 1059 als zijnde in leven wordt vermeld, was zij in haar generatie de laatst overlevende, op wie het patrimoniale erfgoed met inbegrip van de burcht Zutphen wel moet zijn vererfd. Godschalk zal vervolgens weinig moeite hebben gehad om de grafelijkheid in het Zutphen omringende gebied, noordelijk Hamaland, in leen te krijgen: tot 1044 was dat in handen van de oudoom van zijn echtgenote, hertog Gozelo I van Nederlotharingen. Die situatie spreekt in 1046 duidelijk uit de oorkonde, waarbij koning Hendrik III de grafelijkheid aldaar aan de bisschop van Utrecht schonk.

## Recente literatuur
- Hein H. Jongbloed, "Tussen 'paltsgraafschap' en 'IJssellinie', Averarda 'van Zutphen' (+ 11 augustus [961]) en de geboorte van de graafschappen Zutphen en Gelre (1026-1046)", Bijdragen en Mededelingen Gelre - Historisch Jaarboek voor Gelderland 97 (2006)
- Hein H. Jongbloed, "Wichman, Adela en Alpertus; de Eltense boedelkwestie (968-996)", Bijdragen en Mededelingen Gelre - Historisch Jaarboek voor Gelderland 96 (2005)
- (de)  Hein H. Jongbloed, "Wanburtich: Heinrichs II. Beteiligung an der Wahl von Kamba (1024)", Deutsches Archiv für die Erforschung des Mittelalters 62 (2006)